# Пивоварство
Пивоварството е технология за производство на бира чрез ферментация, която се използва в пивоварната промишленост, в домашното и занаятчийското производство на бира.

## История на пивоварството
Бирата е една от първите специално приготвяни напитки в историята и вероятно се появява в средата на 10 хилядолетие пр.н.е., когато започва отглеждането на зърнени култури, а първите писмени свидетелства са от следващото хилядолетие в Древен Египет и Месопотамия. Първите преки химически свидетелства за наличие на бира датират от средата на 4 хилядолетие пр.н.е. и са открити при разкопките на Годин тепе в Иран. Някои археолози дори търсят връзка между появата на бирата и самата възможност за възникване на цивилизация.
Тъй като почти всеки материал, съдържащ въглехидрати, главно захар или нишесте, може да премине през естествен процес на ферментация, вероятно напитки, подобни на бирата, са приготвяни от много култури по целия свят. Ранните шумерски текстове съдържат препратки към бирата, а химнът, посветен на шумерската богиня Нинкаси, служи едновременно за молитва и като метод за запомняне на рецептата за производство на бира, която по този начин предавана от поколение на поколение. През 6 хилядолетие пр.н.е. в Китай се произвежда оризова бира. В табличките от Ебла, писани в средата на 3 хилядолетие пр.н.е. в Сирия, се изброяват различни видове бира, произвеждани в града, включително един, който носи неговото име. През 3 хилядолетие пр.н.е. бирата вече е широко разпространена и в Европа.
Ранните видове бира, макар и да се произвеждат по сходен начин, силно се различават по своите качества от масовите съвременни бири. Често те съдържат различни добавки, като плодове, мед, подправки и дори билки с наркотично действие. Хмелът, основен компонент на съвременната бира, започва да се използва сравнително късно, като е споменат за пръв път в Европа от един каролингски абат около 822 година и отново от Хилдегард от Бинген през 1067 година. Хмелът става все по-популярен и през 1516 година в Бавария е приет закон, според който бирата може да съдържа само вода, хмел и ечемичен малц.
Традиционно бирата се произвежда главно в домашни условия. През 7 век в Европа някои манастири започват да произвеждат бира с цел продажба, а по-късно и в градовете се появяват специализирани занаятчии-пивовари. През 19 век Индустриалната революция променя изцяло производството на бира, като занаятчийските методи за изоставени, а домашното производство почти изчезва до края на века. Използването на хидрометрите и термометрите също променя пивоварната технология, давайки възможност за по-добър контрол върху процеса и за по-устойчиви резултати. Изчезването на домашното пивоварство до голяма степен това се дължи и на данъчното облагане и задължителните регулации в сектора. Известно облекчаване на законовите изисквания, например във Великобритания през 1963, Австралия през 1972 и Съединените щати през 1979 година, дава възможност домашното пивоварство да се възроди като популярно хоби.
Днес производството на бира е важен клон на промишлеността в световен мащаб, включващ няколко големи международни компании и хиляди по-малки производители, от бирарии, сервиращи собствена продукция, до предприятия с регионално значение. През 2006 година производството на бира в света е над 133 милиарда литра на стойност 284,5 милиарда долара.

## Изходни суровини
Основните съставки, от които се произвежда бирата, са вода, източник на нишесте (обикновено ечемичен малц), което да се преобразува в етилов алкохол, пивни дрожди, които осъществяват ферментацията, и овкусители (обикновено хмел).
Вода
В количествено отношение основният компонент на бирата е водата. Минералите, разтворени в питейната вода, варират значително в различните региони, което в миналото е довело до тяхното специализиране в производството на определени видове бира. Така твърдата вода в Дъблин е подходяща за приготвянето на стаут, като Гинес, а меката вода в Пилзен - на светъл лагер, като Пилзнер Урквел.
Малц
Малцът като източник на нишесте дава изходния материал за ферментацията и играе ключова роля за силата и вкуса на бирата. Най-често използваният източник на нишесте е зърненият малц. Той се приготвя, като зърното се потапя във вода, докато започне да покълва, след което се изсушава в пещ. Така подготвения малц съдържа ензими, които по време на производствения процес преобразуват нишестето в годни за ферментация захари. Различното време и температура на сушене могат да доведат до различен цвят на малца при еднакво изходно зърно. С по-тъмния малц се произвеждат по-тъмни бири.
Почти всички съвременни бири използват като основен източник на нишесте малц, приготвен от ечемик. Причина за това е неговите влакнести люспи, която играе важна роля не само при промиването на майшувания малц, но е и богат източник на амилаза, храносмилателен ензим, който улеснява преобразуването на нишестето в захари. В по-редки случаи се използват и други видове малцовани или немалцовани зърнени култури, като пшеница, ориз, овес и ръж, много рядко царевица, сорго, просо, маниока или агаве. В последните години соргото се използва за производството на бира, предназначена за хора, които не могат да консумират глутен.
При някои бири се използва смес от различни източници на нишесте. Обикновено ечемиченият малц е основната съставка, а към него се добавя по-малко количество по-евтини компоненти, като царевица, ориз или дори захар.
Хмел
Днес в почти всички бири се влага известно количество хмел, което е и основното стопанско приложение на това растение.
Хмелът притежава няколко важни за бирата свойства. Той придава на напитката горчивина, която балансира сладостта на малца, както и цветни, цитрусови и билкови аромати и вкусове. Хмелът има и антибиотичен ефект, който благоприятства развитието на пивните дрожди за сметка на останалите микроорганизми. При готовата бира той удължава времето, през което се задържа пяната, а с киселинността си действа като консервант.
Преди налагането на хмела като основен овкусител на бирата, което протича между 13 и 16 век, за тази цел се използват други растения, като самобайка или пелин, както и по-сложни съчетания от билки и плодове. И в наши дни някои специални бири (Сахти)продължават да използват овкусители, различни от хмел.
Пивни дрожди
Пивните дрожди са микроорганизми, най-често гъби, които извършват ферментацията на бирата. Те метаболизират захарите, получени от нишестето, и отделят етилов алкохол и въглероден диоксид, като по този начин преобразуват пивната мъст в бира. Освен основната си роля във ферментацията, дрождите оказват влияние и върху свойствата на самата бира. Двата най-широко използвани вида дрожди са Saccharomyces cerevisiae, при които ферментацията протича на повърхността на пивната мъст, и Saccharomyces carlsbergensis и Saccharomyces uvarum, при които ферментацията протича на дъното на ферментационния съд. Примери за по-рядко използвани видове дрожди са Brettanomyces bruxellensis, участващи във ферментацията на белгийския ламбик, и Torulaspora delbrueckii, с помощта на които ферментира баварската вайс бира.
В миналото бирата е ферментирала с помощта на свободно срещащи се в природата диви дрожди. В наши дни повечето дрожди са специално култивирани за тази цел , с изключение на дивите Brettanomyces bruxellensis, които участват при ферментацията на бирите ламбик.

## Производствен процес
Основата на пивоварния процес е преобразуването на нишестето от изходния материал в захарен разтвор, наричан пивна мъст, който от своя страна се превръща в алкохолната напитка бира чрез ферментация, извършвана от пивните дрожди.
Приемане, съхранение и пречистване на малца
При снабдяването на пивоварната с малц се цели осигуряване на необходимото количество качествена суровина. Самото окачествяване се извършва чрез лабораторен анализ. Зареждането на силозите, както и тяхното разтоварване се осъществява чрез различни системи от механични или пневматични транспортьори. Чистотата на малца е важно условие за нормалното протичане на процесите, поради това непосредствено преди преработката му, малцът се пречиства от прах и други случайно попаднали частички. Във всички случаи се прилага пресяване и аспирация.
Смилане на малца
Смилането на малца е една от най-важните операции в началния етап на производството на пиво, като посредством това малките частици малц много по-лесно се разграждат до захари, аминокиселини и други вещества.
Предварително пречистения и претеглен малц се смила в специални малцови мелници. Тъй като люспите на малца не претърпяват промени в хода на производството, то най-добре е те да запазят максимално целостта си. Това обикновено се постига или чрез разделното смилане на люспите и ендосперма, или чрез предварителното омокряне на малца. Това важи за най-масовите конструкции на филтрационните апарати. При използването на т.нар. майш-филтри, нещата са по-различни – при тях целта е да се получи максимално фино смилане на малца.
Смесване на малца с вода
Смесването на малца с вода, води до формирането на т.нар. малцова каша. Водата осигурява възможност за действие на ензимите, както и условия някои вещества да преминат в разтворима форма.
Майшуване
Майшуването е един от най-важните и един от най-сложните процеси при производството на пиво. Самият процес представлява поддържането на определени температури на малцовата каша за определено време – т.нар. температурни паузи. Разградените вещества преминават в разтворима форма и формират екстракта на пивната мъст. Ензимните системи, извършващи тези процеси могат да действат най-добре само при оптимални за тях условия – температура, рН и други. Този важен технологичен процес се провежда в смесително-озахарителни апарати, даващи възможност за загряване и непрекъснато разбъркване на малцовата каша. Тези апарати са част от т.нар. варилна инсталация.
Филтрация на малцовата каша
След приключване на майшуването, малцовата каша се прехвърля във филтрационен апарат за провеждането на следващия технологичен етап – филтрацията на малцовата каша. Целта на този етап е да се отдели течността от малцовите трици. Течността представлява комбинация от вода и екстрактни вещества, получени при майшуването и се нарича пивна мъст. Непосредствено от нея впоследствие се получава пивото. Процесът се извършва във филтрационни апарати, които използват естествено образувалия се слой от малцови трици. Когато се използват майш-филтри обаче, там слоя от трици е много тънък, а приложеното налягане допълнително определя нуждата от много фино смилане на малца. По този начин и добивът на екстракт е малко по-добър.
Промиване на малцовите трици
При самата филтрация първата партида пивна мъст се нарича още сладка пивна мъст. Това е така, тъй като в нея е най-висока концентрацията на захари. След отделянето на сладката пивна мъст, триците остават почти сухи, но в тях все още се съдържат екстрактни вещества. Необходимо е те също да бъдат извлечени до определена степен. Това става с използването на няколко порции чиста вода.
Варене на пивната мъст с хмел
Сладката пивна мъст и промивните води след своето смесване представляват една еднородна смес. Тя се характеризира с определено екстрактно съдържание. Този екстракт обаче е по-нисък от желания, характерен за даденото пиво. Ето защо е необходимо екстрактното съдържание да бъде повишено до желания процент, а начинът по който това може да се осъществи е чрез варене на пивната мъст. Освен концентриране на пивната мъст, при варенето се извършва и влагането на хмел. Той придава специфичната горчивина и аромат на пивото. Прибавянето му към пивната мъст се извършва именно при високата температура на варене, понеже там най-пълно се разтварят, оползотворяват и трансформират хмеловите горчиви вещества. Тяхната промяна позволява горчивината на пивото да бъде по-лека и приятна, а ароматът – фин и нежен. Процесът на варене се осъществява в съответните варилни апарати, като тук също съществуват няколко системи, различаващи се в конструктивно отношение. Като цяло варилният апарат е основния символ на пивоварството. Неслучайно варилната инсталацията, формирана от смесително-озахарителните апарати, филтрационния и варилния апарат се оприличава като сърцето на всяка една пивоварна.
Отделяне на горещите утайки
В самия процес на варене се формират различни по състав неразтворими частици, които впоследствие преминават в утайка. Те могат да се образуват от някои хмелови, белтъчни и други вещества. Тези частици не са желани тъй като могат да попречат на правилното протичане на ферментационния процес. Това налага и тяхното отстраняване. Понеже горещите утайки се формират още при варенето и са най-нежелани, то тяхното отстраняване се извършва непосредствено след варенето на пивната мъст. Историята познава няколко системи за отделяне на горещите утайки, но най-застъпената е тази с използване на апарат Вирпол.
Охлаждане и аериране на пивната мъст
Освен горещи утайки различаваме и студени. Те се формират единствено след охлаждане на охмелената пивна мъст до определени температурни граници. Тези утайки са далеч по-фини от горещите и за разлика от тях могат да окажат и положително влияние върху ферментационния процес. Ето защо част от студените утайки остават в пивната мъст, а друга част се отделят. Все пак, освен благоприятните условия за формиране на студените утайки, охлаждането има и друга много важна цел. Тя е свързана с последващото заквасване на пивната мъст с чиста култура пивни дрожди. Ако не се осъществи това охлаждане, високата температура неминуемо би унищожила микроорганизмите. Във връзка с тях се провежда и аериране на пивната мъст. Доставянето на кислород спомага за интензивното размножаване на дрождите, вследствие на което се гарантира че ферментацията ще се проведе по желан и контролиран начин.
Заквасване на пивната мъст
Използването на чиста култура пивни дрожди е едно от най-големите предимства на съвременните ферментационни производства, каквото е и пивопроизводството. Това гарантира до голяма степен високото качество на пивото. Протичането на ферментационния процес в желаната посока е един от основните начини са поддържане на стабилни свойства на пивото. Това може да се осъществи единствено с използване на внимателно подбран и контролиран щам пивни дрожди. Селектираните микроорганизми провеждат процеса по начин, който предпоставя оптимално усвояване на хранителните вещества и подходящо съотношение между ферментационните продукти.
Едно от главните условия за пълноценното използване на чистата култура е поддържането на изключително висока степен на чистота в производството. В пивоварните проблема с микробиологичната чистота е решен отдавна, и то на много високо ниво.
Главна алкохолна ферментация
Алкохолната ферментация е естествения и единствен начин за превръщането на пивната мъст в пиво. Тя се осъществява от пивните дрожди и представлява много сложен процес на трансформация на различни вещества в други, крайни метаболити. Едни от най-важните вещества са захарите, получени при майшуването. В хода на ферментацията те се превръщат основно в алкохол и въглероден диоксид. Благодарение на това, пивото е напитка с едно напълно естествено алкохолно съдържание и газировка. Разбира се, при самата ферментация се формират и множество други продукти, които заедно в комбинация придават специфичните ароматично-вкусови качества на пивото.
Независимо от начина на провеждане на ферментацията, в началния си стадий тя е много бурна и активна. Това се дължи на наличието на много ферментируеми вещества, които се усвояват от дрождите. Това е съпроводено и с бурно отделяне на въглероден диоксид. Впоследствие, след изферментиране на тези вещества, активността на дрождите намалява и ферментацията продължава в доста по-спокойна форма. Успоредно с тези процеси се отделя и голямо количество топлина. Ето защо при всички видове ферментационни апарати се предвиждат и системи за тяхното охлаждане и поддържане на температурата на пивото в желаните граници.
Продължителността на ферментацията е много различна. Разликите идват предимно от състава на пивната мъст, използвания щам и количество пивни дрожди, температурните условия, системата за ферментация и много други фактори.
Доферментиране и съзряване на пивото
Това са два взаимно свързани процеса, които съвсем естествено следват главната алкохолна ферментация. Тук се създават условия за доферментиране на част от екстракта, останал след протичане на главната ферментация. Това дава възможност за допълнително образуване на алкохол и насищане на пивото с въглероден диоксид. Освен това се извършват и редица други промени в състава на пивото, които оформят неговата ароматно-вкусова характеристика. След усвояване на екстрактните вещества, дрождите се утаяват на дъното на апаратите и увличат със себе си фини частици. По този начин се извършва и едно частично избистряне на пивото.
Филтриране на пивото
След приключване на цялостния ферментационен процес, пивото все още не е напълно завършена напитка. Това се дължи на факта, че в него се съдържат множество миниатюрни частици, които нарушават неговата кристална бистрота. Обикновено те са напълно естествени, и в голяма степен полезни, но широкия кръг от потребители рядко ги възприема по правилния начин. Все пак трябва да се спомене, че нефилтруваното пиво е най-приятно и пълноценно.
За да бъдат отстранени тези частици, пивото подлежи на една окончателна филтрация. По този начин освен високата степен на бистрота се постига и известно стабилизиране на пивото по отношение на евентуални бъдещи помътнявания.
Успокояване на пивото
Успокояването на пивото е една задължителна операция протичаща непосредствено след неговата филтрация. Тъй като пивото е естествено газирана алкохолна напитка, то въглеродния диоксид в него се намира основно в две форми – свързан и свободен. Между тези две форми се установява равновесие, а когато пивото бъде подложено на различни външни въздействия, това равновесие се нарушава. Ето защо непосредствено след филтрацията пивото се подава за успокояване в апарати, подобни на ферментационните в конструктивно отношение. Там то прекарва време на покой от около 20 – 24 часа, през което време въпросното равновесие се възстановява. Едва след това време за успокояване пивото се подава за бутилиране.
§ Разливане на пивото
Това е естествената операция насочваща към края на производствения процес и конкретизираща разфасоването на пивото в различни по вид опаковки. Те могат да бъдат най-разнообразни – стъклени или пластмасови (ПЕТ) бутилки, алуминиеви кенове, кегове и бъчви..
През последните десетилетия нараства използването на пластмасовми ПЕТ-бутилки и кенове. Те са по-евтини за производителите, тъй като са опаковки за еднократна употреба, но замърсяват околната среда, и могат да бъдат дори опасни за здравето. PET пластмасата (polietilen tereftalat – материал, от който най-често са направени бутилките) съдържа химикали, които, когато бутилките са изложени на високи температури или когато бирата се съхранява в PET пластмаси за по-дълги периоди от време, могат да се отделят в бирата. Неслучайно срока на годност на една и съща бира в стъклена бутилка и в ПЕТ-бутилка се различават значително. Отделно от това пивоварните по правило наливат най-лошокачественото си пиво именно в ПЕТ-бутилки.
Бирата в кенове придобива специфичен метален привкус. Това се дължи на емайла с който се покрива вътрешната повърхност на кеновете. Освен това, за да се увеличи срока на годност на бирата, в кеновете добавят различни стабилизатори и консерванти. Кеновете се характерни най-вече за Америка и развиващите се страни.
Кеговете нямат нищо общо с кеновете. Кеговете се правят от неръждаема стомана с хром-никелово покритие, която значително удължава срока на съхранение на бирата и гарантира биологическата безопасност на бирата. И най-вече, кеговете нямат отвътре емайлно покритие, което може да се разтвори в бирата и да развали вкуса ѝ.
Проведено през 2010 година проучване показва, че преобладаващото мнозинство /88%/ от европейските потребители предпочитат стъклените опаковки пред другите опаковъчни материали като допринасящи за здравословния начин на живот. Едно от основните предимства на стъклото е, че то е инертно, т.е. не взаимодейства със съдържанието и не променя пивото, съхранявано в него.
Основен проблем с опаковките в България е липсата на депозитна система и нежеланието на търговските обекти да изкупуват празен стъклен и пластмасов амбалаж. Въвеждането на депозитната система обаче среща съпротива от организациите за разделно събиране, тъй като по този начин те ще загубят част от бизнеса си.